# 福光聖雄
福光 聖雄（ふくみつ まさお、1979年7月5日- ）は、競技麻雀のプロ雀士。千葉県出身。
日本プロ麻雀連盟所属。団体内の段位は五段。

## 獲得タイトル
- 新人王戦（第23期）[1]